# Neuměřice
Obec Neuměřice se nachází v okrese Kladno, kraj Středočeský. Žije zde 441 obyvatel. Rozkládá se v údolí Knovízského (Svatojiřského) potoka asi 15 kilometrů severovýchodně od Kladna a 11 kilometrů východně od města Slaný.

## Historie
První písemná zmínka o obci pochází z roku 1158, kdy ji český král Vladislav I. připsal jako nejstarší řádové území vojenskému a špitálnímu řádu svatého Jana Jeruzalémského. V obci se pravděpodobně nacházela malá zemanská tvrz, která později zanikla a nebyla ani archeologicky zjištěna. Neuměřice později spadaly pod administrativní správu panství Zvoleněves (dříve Zvoleňoves).

### Územněsprávní začlenění
Dějiny územněsprávního začleňování zahrnují období od roku 1850 do současnosti. V chronologickém přehledu je uvedena územně administrativní příslušnost obce v roce, kdy ke změně došlo:
- 1850 země česká, kraj Praha, politický okres Slaný, soudní okres Velvary[4]
- 1855 země česká, kraj Praha, soudní okres Velvary[4]
- 1868 země česká, politický okres Slaný, soudní okres Velvary[4]
- 1913 země česká, kraj Praha, politický okres Kralupy nad Vltavou, soudní okres Velvary[5]
- 1939 země česká, Oberlandrat Mělník, politický okres Kralupy nad Vltavou, soudní okres Velvary[6]
- 1942 země česká, Oberlandrat Praha, politický okres Kralupy nad Vltavou, soudní okres Velvary[7]
- 1945 země česká, politický okres Kralupy nad Vltavou, soudní okres Velvary[8]
- 1949 Pražský kraj, okres Kralupy nad Vltavou[9]
- 1960 Středočeský kraj, okres Kladno[10]

### Rok 1932
Ve vsi Neuměřice (683 obyvatel) byly v roce 1932 evidovány tyto živnosti a obchody: nákladní autodoprava, důl Barbora, obchod s dřívím, holič, 4 hostince, klempíř, kolář, 2 kováři, krejčí, půjčovna mlátičky, 2 obchody s mlékem, 3 obuvníci, 2 obchody s ovocem, pekař, obchod s lahvovým pivem, pokrývač, 3 rolníci, 2 řezníci, sadař, 4 obchody se smíšeným zbožím, 2 tesařští mistři, 2 trafiky, truhlář, 2 obchody s uhlím, státní velkostatek, zahradnictví.

## Pamětihodnosti
V centru obce, naproti domu číslo popisné 21, stojí výklenková kaple Panny Marie Svatohorské a svaté Ludmily, postavená mezi lety 1732–1741 a obnovená kolem roku 1800. Původní patrocinium bylo rozšířeno 15. září 2007, v předvečer svátku druhé patronky.
Na kopci Jánu, v místě původní sochy svatého Jana Nepomuckého, je umístěn prvorepublikový pomník mistra Jana Husa.

## Osobnosti
- Martin Bacháček z Nouměřic (1539–1612), astronom, matematik, rektor Univerzity Karlovy
- Jaroslav Vozáb (1919–1988), herec a překladatel, člen Divadla Járy Cimrmana

## Doprava
- Silniční doprava – Do obce vedou silnice III. třídy. Ve vzdálenosti 3 km vede silnice I/16 v úseku Slaný – Mělník

- Železniční doprava – Obec Neuměřice leží na železniční trati 110 z Kralup nad Vltavou do Slaného a Loun. Jedná se o jednokolejnou celostátní trať, doprava byla v úseku Kralupy – Zvoleněves zahájena roku 1884. Přepravní zatížení trati mezi Kralupy nad Vltavou a Slaným v pracovních dnech roku 2011 bylo obousměrně 1 spěšný a 15 osobních vlaků.[12] Na území obce leží mezilehlá železniční zastávka Neuměřice.

- Autobusová doprava – V obci zastavovaly v pracovních dnech září 2011 autobusové linky Velvary-Brandýsek-Kladno (6 spojů tam, 5 spojů zpět) a Velvary-Kladno (1 spoj tam i zpět) (dopravce ČSAD Slaný, a.s.).[13]

## Fotografie

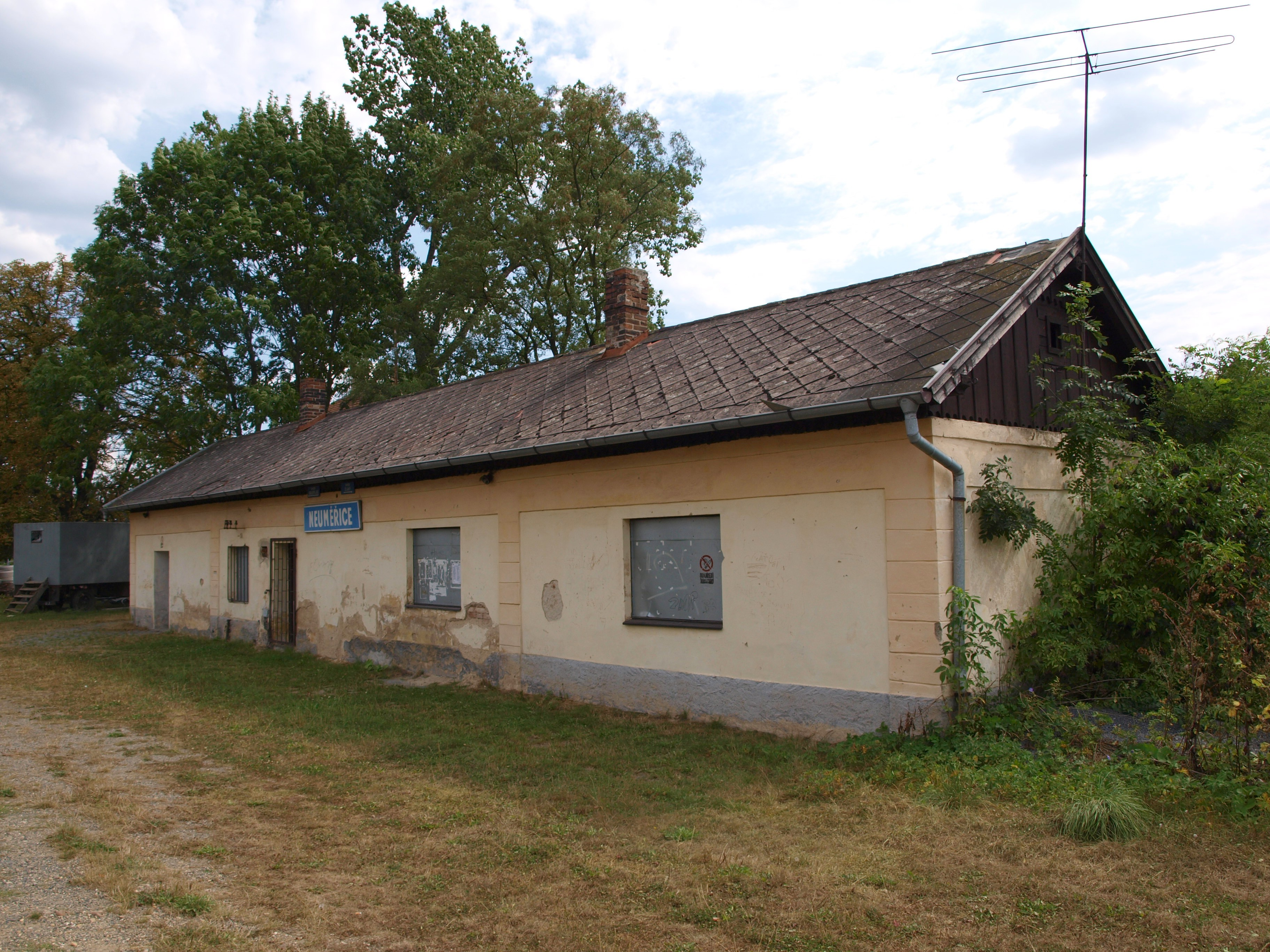
Železniční zastávka
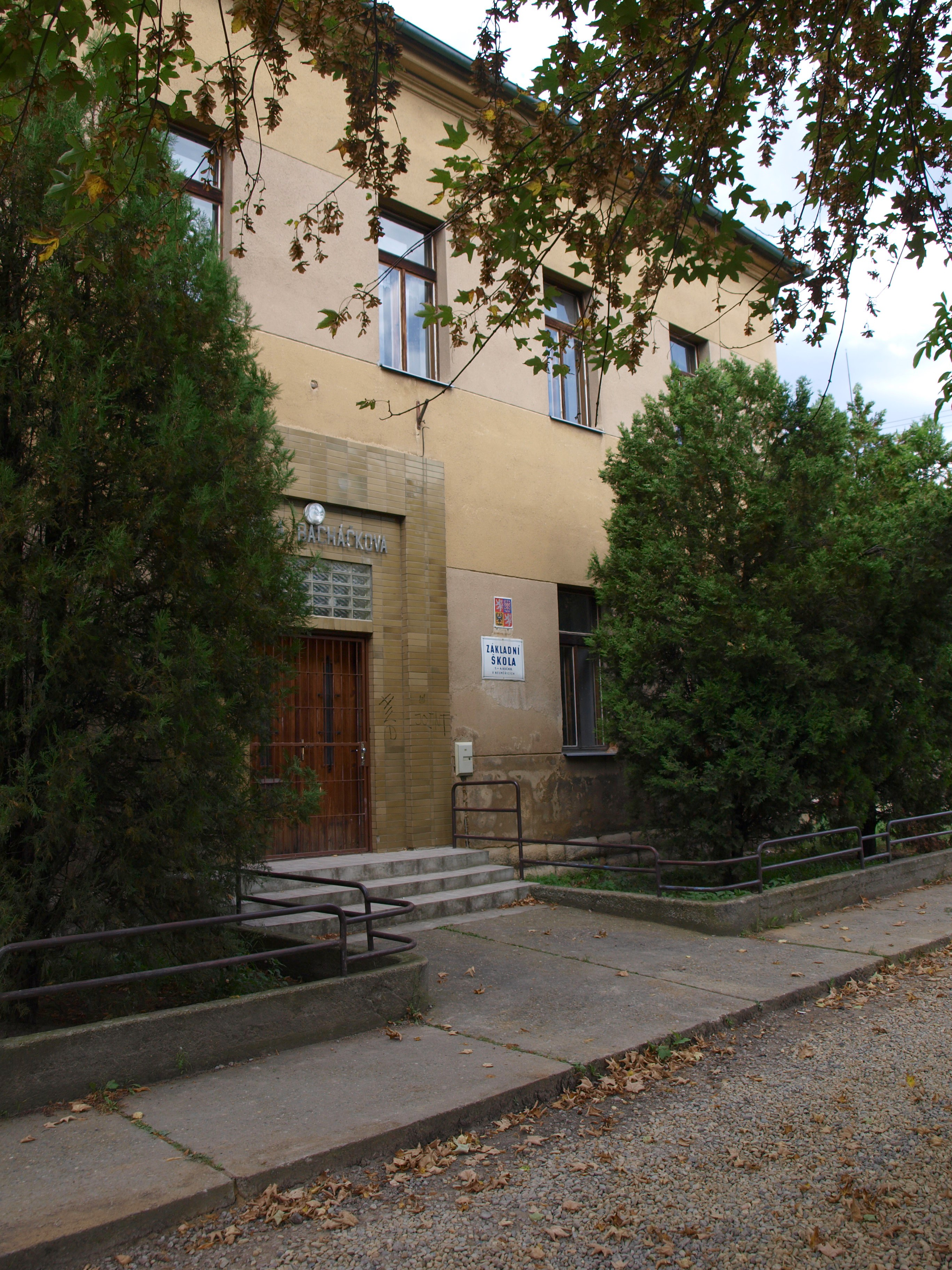
Škola
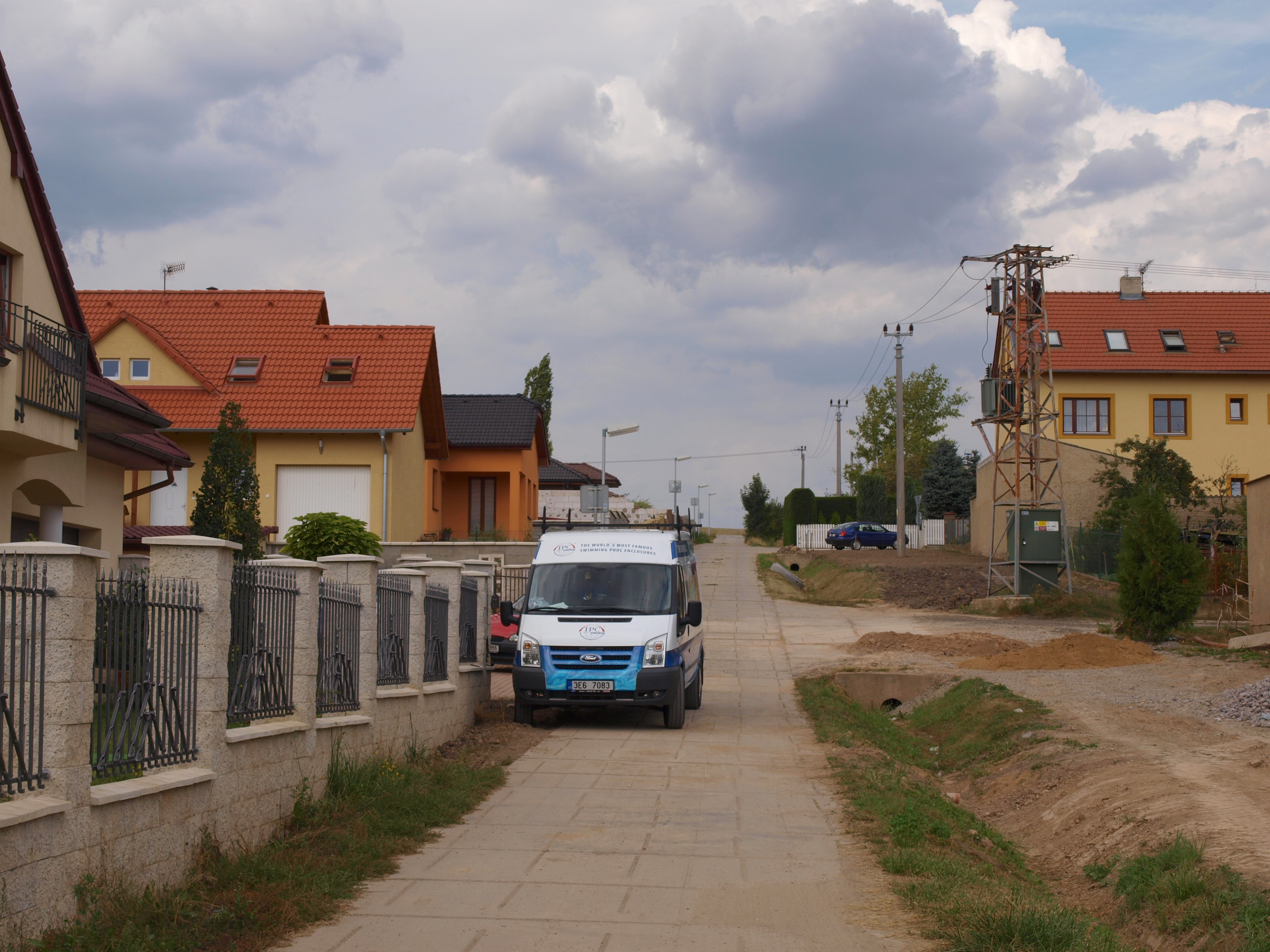
Ulice na západním okraji obce